# 觉悟社

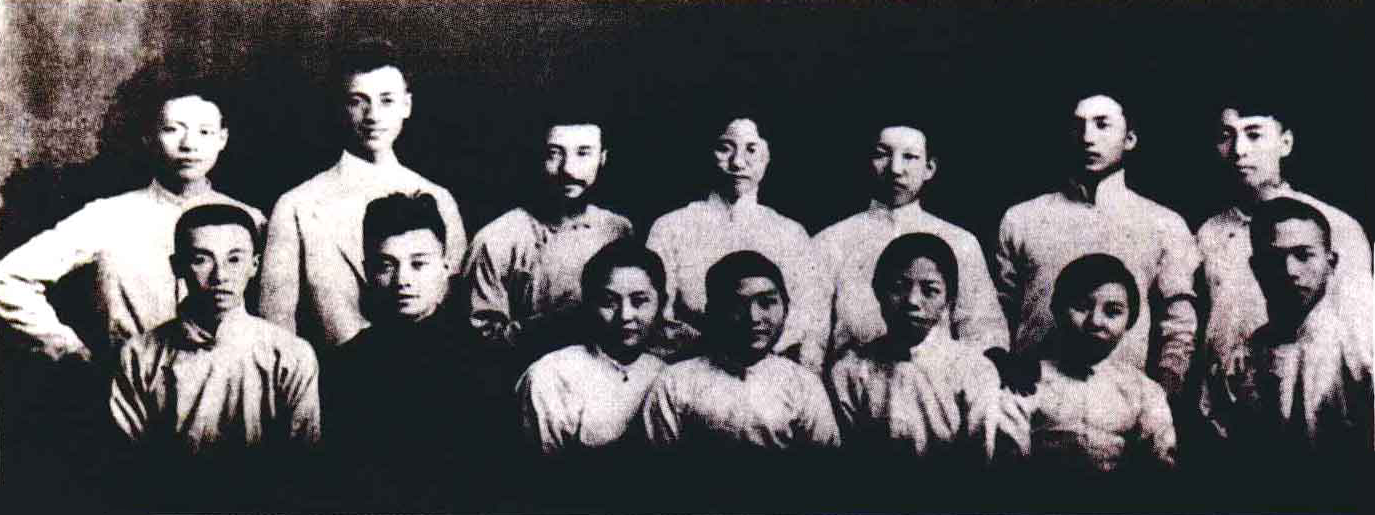
觉悟社部分社员1920年合影

觉悟社是五四运动时期天津的青年学生团体，1919年9月16日成立，领导人物有周恩来等，其核心人员为天津学生联合会和天津女界爱国同志会的20名男女青年，成员对外废除姓名，用拈阄的方式确定代号和化名。觉悟社团结进步青年开展反封建、反帝国主义活动、改造社会挽救祖国的斗争活动，积极学习和传播马克思主义，成为中国共产党成立前的重要革命组织之一。1920年底，觉悟社集体活动结束，组织不复存在。

## 简介

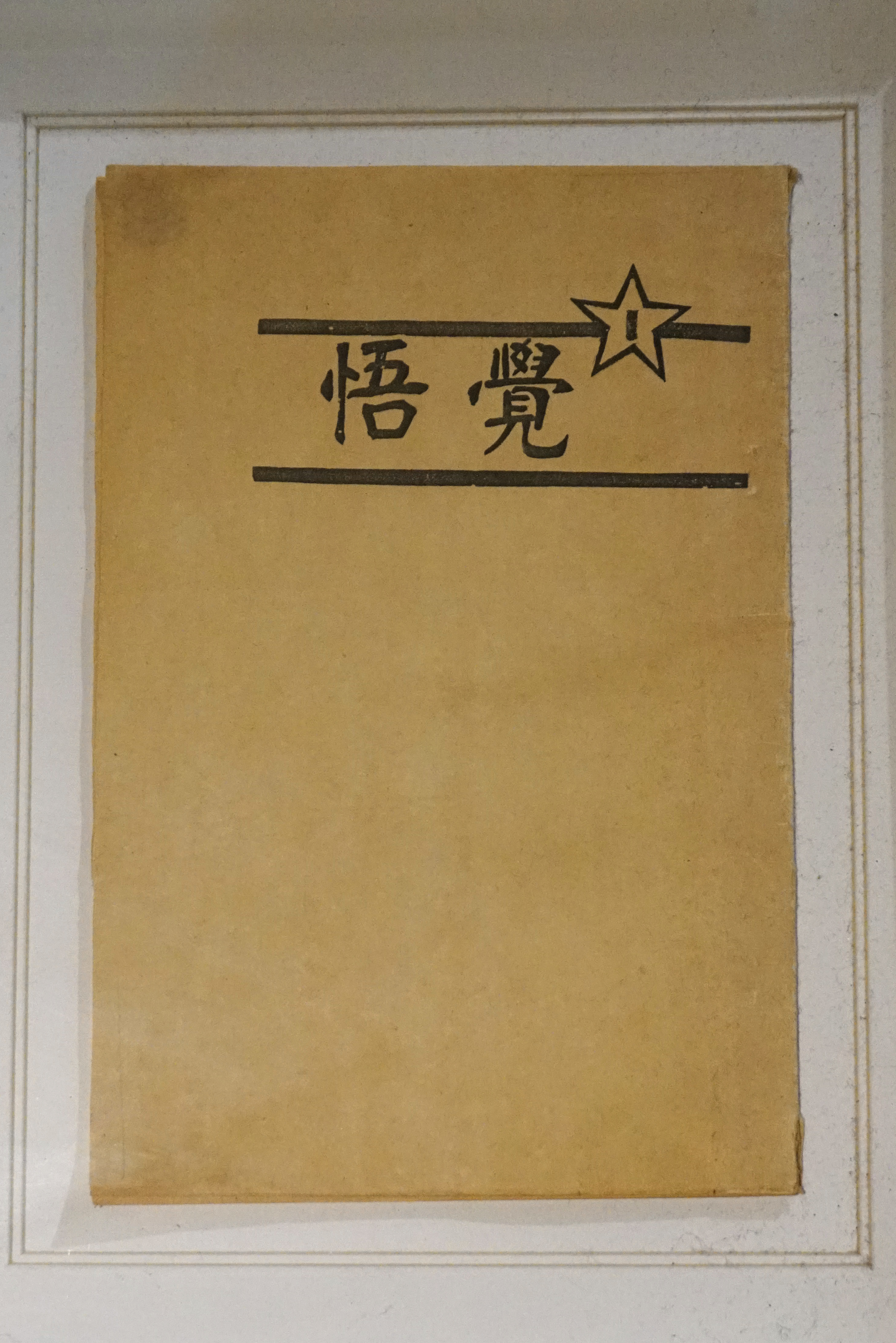
周恩来主编的刊物《觉悟》

1919年9月2日，周恩来和郭隆真、张若名、谌小岑等七名男女学生从北京返回天津，他们认识到由于传统的局限，以男生学校为主的天津学生联合会和以女生学校为主的天津女界爱国同志会各自的活动是分开的，没有形成一个统一的领导核心，不利于天津学生运动的深入开展。张若名认为两个团体应该合并，周恩来主张应该学习北京学生的经验，从两大团体抽调骨干成员组成一个更加严密的团体，有自己的出版物，能引导社会思潮，这个想法得到大家的赞同。9月16日觉悟社正式成立，周恩来被推举为会议的主持人，负责起草觉悟社宣言，并主编刊物《觉悟》。觉悟社内部实行委员制，各自负责所分管的工作。

## 成员
以代号序号排列：

### 男性
| 姓名   | 代号 | 化名 | 简介 |
| 周恩来 | 5号  | 伍豪 | 中国共产党、中国人民解放军、中华人民共和国的主要缔造者和领导人之一，中华人民共和国成立后历任政府总理、外交部长、中共中央军委副主席等职，1976年1月8日在北京病逝。 |
| 赵光宸 | 9号  | 奈因 | 参与组织成立了旅欧中国少年共产党，为中国共产党的早期党员，后离开共产党加入中国国民党，1948年当选为国民党中央监察委员，1965年病逝于台湾。 |
| 薛撼岳 | 11号 | 石逸 | 五四运动中得罪天津政府当局，被通缉逃难至安徽省安庆未婚妻陈维坤家中，后至洛阳两湖巡阅使署做了外交顾问，再后来背离革命投靠军阀吴佩孚，结局不详。 |
| 关锡斌 | 18号 | 石霸 | 先后在法国、美国勤工俭学，在耶鲁大学完成学业。1939年加入中国共产党，中华人民共和国成立后历任上海市政府办公厅副主任、上海市政协副秘书长、国务院参事，1995年12月2日在北京病逝。 |
| 潘世纶 | 19号 | 石久 | 南开中学毕业后入南京金陵大学，后赴美国留学攻读经济学。中华人民共和国成立后，历任中国银行天津分行经理、中国银行总行顾问、监事等职，1983年1月去世。 |
| 胡维宪 | 20号 | 念豪 | 不详 |
| 李振瀛 | 28号 | 念八 | 中国共产党早期领导人，1931年7月因为反对王明上台参与了分裂党的活动，被开除党籍。后因生活拮据和狱中落下的病根于1938年5月7日在家中病逝。 |
| 马骏   | 29号 | 念久 | 1927年任中共北京市委书记，12月3日在北京被捕。1928年2月15日被张作霖下令处决。 |
| 谌小岑 | 41号 | 施以 | 1921年任华俄通信社翻译、上海分社中文部主任，1927年加入中国国民党，一直在国民政府任职，1948年加入孙文主义革命同盟，1949年3月被开除国民党党籍。中华人民共和国成立后在国家出版总署编译局、文化部出版局任职，文化大革命中被迫害，在秦城监狱服刑，文革结束后平反出狱，在国务院参事室任职，后被选为民革中央监察委员会常委。1992年11月27日逝世。 |
| 谌志笃 | 50号 | 武陵 | 1920年秋回到家乡贵州，在贵阳南明中学当学监兼任理化教师，创办革命刊物《黔声报》。后在国民党政府贵州省教育厅、建设厅任职，抗战爆发后因不满政府腐败笃隐而不仕。中华人民共和国成立后任贵州省人民政府参事室副主任直至1975年逝世。 |

### 女性
| 姓名   | 代号 | 化名 | 简介 |
| 邓颖超 | 1号  | 逸豪 | 1925年与周恩来结婚，中国共产党妇女运动领导人之一，中华人民共和国成立后在全国妇联、全国人大、全国政协历任领导职务，1992年7月11日在北京病逝。 |
| 周之廉 | 3号  | 珊   | 1933年考取美国哥伦比亚大学教育学院庚子赔款留学官费生，获儿童教育硕士学位，1946年赴美考察，在美国教育界任职直至1956年6月逝世。 |
| 郭隆真 | 13号 | 石珊 | 天津女生运动领导人之一，后赴法国、苏联学习，加入中国共产党。1930年11月2日在青岛被逮捕，1931年4月5日在济南被韩复榘下令枪决。 |
| 刘清扬 | 25号 | 念吾 | 中国共产党最早的女党员，1927年中国国民党清党后中断了与组织的联系以致最终脱党。1944年加入中国民主同盟，任民盟中央委员和妇女委员会主任，中华人民共和国成立后历任政务院文化教育委员会委员、政协全国委员会常委、河北省政协副主席、全国妇联副主席和中国红十字会副会长等职。1977年病逝于北京。 |
| 吴瑞燕 | 28号 | 念六 | 中国第一个上台与男生同台演出的女演员，与丈夫王泊生同为为北京人艺戏剧专门学校学生，二人创办了山东省立剧院。1981年病逝。 |
| 李锡锦 | 31号 | 衫逸 | 不详 |
| 郑季清 | 34号 | 衫峙 | 1948年底一家迁居桂林，临解放时其夫带着养女远赴香港，一人留在桂林。中华人民共和国成立后在临桂县褚村任小学教师，婉拒周恩来、邓颖超请她到北京工作的邀请。1962年病逝于桂林。 |
| 张若名 | 36号 | 衫陆 | 中国近代妇女运动先驱，1922年加入旅欧中国少年共产党，后因种种原因退党，留在法国专心读书并表示为党保守机密。为中国留法首位女博士，1948年赴云南大学任教，反右运动中受到迫害，1958年6月18日因难忍“诸多罪名”的羞辱投水自尽。                                                                  |
| 张嗣婧 | 37号 | 衫弃 | 1920年被迫嫁给表哥刘赓勋，却受尽夫家虐待，育有一儿一女，产下儿子后重病，死时年仅21岁。 |
| 李毅韬 | 43号 | 峙山 | 1922年与同为觉悟社成员的谌小岑结婚，1927年加入中国国民党，1939年7月病逝于广东曲江。 |

### 其他社友
- 周颖（1909年-1991年），女，即周之廉三妹周之芹，后为民革中央组织部副部长。
- 李愚如（1902年-1980年），女，又名李锡志。觉悟社成员潘世纶之妻，觉悟社成员李锡锦的姊妹。
- 陶尚钊（1907年-1922年），男，赴法国勤工俭学，失火而死。
- 黄爱（1897年-1922年），男，领导湖南第一纱厂罢工被军阀赵恒惕处决。
- 胡嘉谟，男。
- 梁乃贤，男。
- 王贞儒，女，又名王卓吾。
- 郭蔚廷，女，觉悟社社员郭隆真之妹。
- 韩恂华，女，北京大学最早的女旁听生。